# František Kusala
František Kusala (31. července 1912 – 23. ledna 1990) byl český fotbalista, obránce. Jeho bratr byl fotbalista Josef Kusala.

## Fotbalová kariéra
Hrál za Čechii Karlín a SK Kladno. V československé lize odehrál 155 utkání a dal 2 góly.

## Ligová bilance
| Ročník               | Zápasy | Góly | Klub             |
| -------------------- | ------ | ---- | ---------------- |
| Státní liga 1934/35  | -      | 0    | SK Čechie Karlín |
| Státní liga 1935/36  | -      | 0    | SK Kladno        |
| Státní liga 1936/37  | -      | 0    | SK Kladno        |
| Státní liga 1937/38  | -      | 0    | SK Kladno        |
| Státní liga 1938/39  | 6      | 0    | SK Kladno        |
| Národní liga 1939/40 | -      | 2    | SK Kladno        |
| Národní liga 1940/41 | -      | 0    | SK Kladno        |
| Národní liga 1941/42 | -      | 0    | SK Kladno        |
| Národní liga 1942/43 | -      | 0    | SK Kladno        |
| Národní liga 1943/44 | -      | 0    | SK Kladno        |
| Státní liga 1945/46  | -      | 0    | SK Kladno        |
| CELKEM               | 155    | 2    |                  |